# ستيوارت جونز (لاعب كرة قدم)
ستيوارت جونز (بالإنجليزية: Stuart Jones)‏ (24 أكتوبر 1977 ببرستل في المملكة المتحدة - ) هو لاعب كرة قدم بريطاني في مركز حراسة المرمى. لعب مع برايتون أند هوف ألبيون وشيفيلد وينزداي ونادي أكرينغتون ستانلي ونادي باري تاون يونايتد ونادي توركي يونايتد ونادي دونكاستر روفرز ونادي كرو ألكساندرا ونادي تشستر سيتي وWeston-super-Mare A.F.C. ‏.

## وصلات خارجية
- ستيوارت جونز على موقع قاعدة بيانات كرة القدم.إي يو (الإنجليزية)
- ستيوارت جونز على موقع Soccerbase.com (لاعب) (الإنجليزية)